# 林美奈穗
林美奈穗（日语：／ Hayashi Minaho */?；1990年1月10日—）是日本女性新聞播報員，TBS電視台出身，現在為自由播報員，所屬經紀公司為白金製作。

## 簡歷
日本東京都出身，身高170公分，血型為A型。日本女子大學附屬豐明小學、日本女子大學附屬中學、日本女子大學家政系服裝組畢業。2012年進入TBS電視台，是第一個於平成時代出生的播報員，並於同年6月29日於《TBS24小時》節目當中首度亮相。
大學時代是高爾夫球社的社長，在《女主播的懲罰》節目當中因為其身高而被稱作「巨人林」（ジャイアント林）。
2016年7月11日，於個人部落格與Instagram宣布與TBS電台製作人橋本吉史結婚，林為初婚、橋本則為再婚。同年10月開始產休、11月29日產下第一子，於2018年4月回歸職場。
2019年7月1日，從TBS電視台的播報部職務異動到廣報局。同年9月9日，從TBS電視台退社；同月11日，表示將以自由播報員的身分繼續活躍於業界。同年11月，加入白金製作。

## 演出節目
- 女主播的懲罰（不定期參與演出，2012年11月16日－2014年3月26日）

## 外部連結
- 經紀公司個人介紹頁 （页面存档备份，存于） （日語）
- 林美奈穗的X（前Twitter） （日語）
- 林美奈穗的Instagram帳戶 （日語）
- 林美奈穗的Ameba部落格（日語） （日語）
- 新人研修レポート2012・林みなほの『週刊みな報』 （页面存档备份，存于）
- TBSアナウンサー・林みなほ 公式サイト （页面存档备份，存于）
- 林みなほのMinaho's diary